# Phare de Rockabill
Le phare de Rockabill est un phare situé sur la plus grande île des Rockabill (en) en mer d'Irlande, au large de Skerries dans le Comté de Dublin. Il est exploité par les Commissioners of Irish Lights.

## Histoire
En 1837, les autorités portuaires de Drogheda avaient proposé la construction d'un phare sur les îles de Rockabill avec les revenus du port. En 1838, la Trinity House, qui était alors responsable des phares en Irlande, a refusé cette demande. En 1853, elle autorise sa construction et celle-ci commence en 1855 sous la supervision des frères William et James Burgess qui étaient des constructeurs de Limerick. La tour du phare a été construite sur une période de 5 ans avec du granit des montagnes de Mourne du Comté de Down. Le coût total de tous les travaux des bâtiments et équipements fut de £ 13.248. Le phare est entré en fonction le 1er juillet 1860.
Le système focal de la lanterne est à 45 mètres au-dessus de la mer. La tour du phare est ronde et mesure 32 mètres, y compris la lanterne et la galerie. Elle est peinte en blanc avec une large bande horizontale noire.

En 1918, il a également été équipé d'une corne de brume qui donne quatre coups par minute. La résidence d'un gardien et des bâtiments annexes sont situés proche du quai d'embarquement. Le phare a été automatisé en Mars 1989.